# Schloen
Schloen este o comună din landul Mecklenburg-Pomerania Inferioară, Germania.